# HD 161917
HD 161917，又名CP-53 8812，SAO 245072、HR 6632，是一颗恒星，视星等为6.09，位于銀經339.43，銀緯-13.06，其B1900.0坐标为赤經17h 43m 5.6s，赤緯-53° -13.06′ 56″。